# Chewore
Chewore je safari lovno područje koje je dio šireg zaštićenog područja prirode (Mana Pools, Sapi i Chewore, zajedno oko 6,766 km²), a koje se prostire od brane Kariba do granice s Mozambikom. Ova područja su još 1984. godine upisani na UNESCO-ov popis mjesta svjetske baštine u Africi zbog "iznimne koncentracije divljih životinja kao što su slonovi, bivoli, leopardi, gepardi i nilski krokodili". 
Chewore safari područje je osnovano 1994. godine i ima površinu od 339.000 ha, otprilike na pola puta od Chirundua i Kanyemba. Presječeno je napola 30 km dugim klancem Mupata rijeke Zambezi i brojnim vijugavim potocima, dok mu je srednji tok prekriven pješčanim aluvijalnim obalama, okruženo šumama mahagonija, divljih smokvi, ebanovine i baobaba u kojima obitava mala priobalna zajednica uz brojne potoke. Tijekom sezona kiša svake godine poplavi rijeka Zambezi, a kako se vode povlače tijekom zimskih suša, veliki broj velikih životinja dolazi u potrazi za preostalom vodom i ono postaje jedno od faunom najbogatijih područja južne Afrike. Pored ranije navedenih tu je i veliki broj zebri, vodenkonja, lavova i hijena) i obilje ptica (oko 450 vrsta).
Ulazak turista i lov strogo kontrolira Zimbabvijska uprava zaštićenim područjima.